# Xnet
Xnet (anteriormente eXgae) es una plataforma formada por activistas que trabajan en diferentes campos relacionados con los derechos digitales, la democracia en red, la libertad de expresión e información, la protección de los alertadores y la lucha contra la corrupción. También realizan un trabajo de presión política, a nivel estatal e internacional, a través de propuestas legislativas y campañas virales.
Xnet es miembro de EDRi (European Digital Rights) agrupación internacional de organizaciones a favor de los derechos civiles en el entorno digital.

## Iniciativas

### Derechos digitales
Xnet desarrolla una actividad de defensa, divulgación y ampliación de los derechos digitales en España y en Europa y es miembro de EDRi (European Digital Rights), agrupación internacional de organizaciones a favor de los derechos civiles en el entorno digital.
Además de la organización del FCForum, Xnet publica recomendaciones legislativas para que las normativas y legislaciones locales, regionales, estatales y europeas sean respetuosas con los derechos civiles y la libertad en el ámbito digital e impulsa y participa en campañas de incidencia a favor o en contra de leyes, directivas o políticas públicas que afectan a este campo.
Tras las revelaciones de Edward Snowden sobre vigilancia masiva, Xnet comenzó a trabajar en la difusión y defensa entre el gran público de herramientas para la privacidad de las comunicaciones y la seguridad de la información, destinadas a que los usuarios de internet puedan garantizar sus derechos fundamentales por sí mismos independientemente de sus entornos legislativos.
Desde sus inicios ha trabajado en áreas como la defensa de la neutralidad de la red, la protección de alertadores, los abusos del copyright contra la libre circulación de información y las conocidas como leyes mordaza y su impacto en la libertad de expresión en internet en el Estado español.
Desde 2019 trabaja en temas de privacidad y protección de los datos personales, publicando un Informe sobre abusos institucionalizados en privacidad y protección de datos.
Desde 2019, junto con un grupo de familias, Xnet dirige el Plan de Digitalización Democrática de la Educación. Este proyecto incluye:
- El desarrollo de una herramienta informática integral, auditable, ágil e interoperable llamada DD (Digital Democrático) para sustituir las herramientas privativas de los gigantes tecnológicos en toda la actividad de los centros educativos. Esta herramienta ya se ha implementado en 11 centros de la ciudad de Barcelona desde 2021, en colaboración con la Dirección de Innovación Democrática del Ayuntamiento y del Consorcio de Educación de la ciudad.

- Un programa de reforma del sistema educativo para la formación digital, que comenzó con la realización del I Curso Internacional de Educación Digital Democrática y Open Edtech en 2022.[16] Este curso fue dirigido por Simona Levi, una de las fundadoras de Xnet y reconocido como formación docente por el Departamento de Educación de la Generalitat. Generó recomendaciones normativas y estableció un grupo de trabajo internacional permanente.

Como consecuencia de este proyecto, en 2021 y a petición del Presidente del Parlamento Europeo, Levi publicó el informe "Propuesta para una digitalización soberana y democrática de Europa" para la Oficina de Publicaciones de la Unión Europea.
Xnet ha sido objeto de un documental titulado "L`Escletxa", dirigido por David Fernández de Castro y producido por Bettina Walter en 2021. Este documental aborda la labor de Simona Levi, y su equipo en la protección de las personas informantes y alertadoras, la promoción de buzones seguros para denunciar abusos sistémicos, la lucha contra la corrupción y la defensa de los derechos democráticos y digitales. El documental fue producido por la televisión pública catalana dentro del programa de documentales "Sense Ficció".
Xnet trabaja sobre fake news y desinformación con la tesis de que se están usando como excusa para generar legislaciones que recortan derechos civiles. Xnet genera un informe y una propuesta legislativa que defienda los derechos. El informe se transforma en libro: #FakeYou, Fake news y desinformación - Gobiernos, partidos políticos, mass media, corporaciones, grandes fortunas: monopolios de la manipulación informativa y recortes de la libertad de expresión.

### Buzón de Xnet
A raíz de la filtración de los correos de Miguel Blesa, el expresidente de Caja Madrid, que llegaron a la organización del Partido X en 2013 mediante correo electrónico, Xnet decidió crear el Buzón de Xnet, una plataforma puesta a disposición de la ciudadanía para hacer llegar información relevante sobre casos de corrupción garantizando el anonimato y la seguridad. La organización informa de que las informaciones recibidas a través del Buzón de Xnet son tratadas primero por periodistas y en segundo término por un equipo jurídico.
A través del Buzón de Xnet llegaron las primeras informaciones sobre el Caso de las Tarjetas "opacas" de Caja Madrid a través de las filtraciones de los correos de Miguel Blesa, también se ha destapado una trama corrupta en la gestión del AVE o la financiación irregular a partidos políticos y grandes sindicatos de Caja Madrid a través de fundaciones fantasma. El buzón de Xnet dispone de un blog que se publica en 5 medios de comunicación a través del cual se ha facilitado el acceso abierto a los correos de Caja Madrid, popularmente conocidos como los Correos de Blesa.
En 2017, Xnet instaló un buzón anónimo y seguro con el aplicativo de GlobaLeaks en el Ayuntamiento de Barcelona. A partir de este prototipo, impulsó la instalación en varias otras instituciones como la Agencia Antifrau de Catalunya, la de la Comunidad Valenciana, la Generalidad de Cataluña o diversos ayuntamientos.

### Grupos Ciudadanos contra la corrupción y defensa de los alertadores
En enero de 2015 Xnet impulsó la creación del Grupo Ciudadano contra la corrupción en Cataluña, dedicado a coordinar los esfuerzos de grupos y personas en una red activa contra la corrupción. Xnet coordina el grupo de trabajo y ejerce de portavoz. También forman parte del grupo David Fernàndez, entonces presidente de la Comisión Parlamentaria sobre el Caso Pujol, la plataforma 15MpaRato, Hervé Falciani, el colectivo contra la corrupción Cafè amb llet, la Comisión Anticorrupción del Partido X y la Federación de Asociaciones de Vecinos de Barcelona, entre otras.
El grupo ha conseguido que se vote y se apruebe una enmienda en el Parlament de Catalunya a favor de que la Generalidad de Cataluña se persone como acusación contra Iñaki Urdangarín y la Infanta Cristina en el Caso Palma Arena.
En junio de 2015 Xnet anunció la creación de un Grupo de trabajo contra la corrupción a nivel estatal. El Grupo Ciudadano contra la Corrupción estatal se presentó oficialmente en Barcelona el 31 de octubre de 2015, en el marco de la séptima edición del Free Culture Forum.
Se suman a los miembros del Grupo catalán Audita Sanidad, grupo de auditoría ciudadana de la deuda en sanidad; Kontuz, asociación ciudadana de usuarios, consumidores y contribuyentes de Navarra que ha destapado grandes casos de corrupción en su comunidad; Acción Cívica; Encarnación Cortés, concejal que denunció corrupción en la localidad de Benalmádena; David Fernández; Fernando Urruticoechea, quien ha denunciado varios casos de corrupción desde la administración pública; y Patricia Suárez Ramírez, activista en la defensa de los abusos bancarios, fundadora y presidenta de ASUFIN.
Participan como asesores la Plataforma Auditoría Ciudadana de la Deuda, Pau A. Monserrat, economista autor del libro La banca culpable; Gestha, sindicato mayoritario del colectivo de Técnicos de Hacienda y Raúl Burillo, inspector de hacienda que estuvo al frente del equipo de inspectores en la investigación de casos como ‘Palma Arena’, ‘Son Oms’ o ‘Maquillaje’.
El Grupo Ciudadano contra la Corrupción presentó un Decálogo de Denunciantes/Alertadores como propuesta para la elaboración de una normativa de protección específica para el denunciante o alertador de la corrupción (del inglés whistleblower).
Xnet también promueve legislaciones de protección de los alertadores. Intervino en la elaboración de la Directiva europea y realizó la primera transposición en Europa de la misma hasta registrarla en el Congreso de los Diputados

### 15MpaRato
15MpaRato es un grupo ciudadano impulsado por Xnet con el objetivo de recoger y difundir información para poner nombre a los responsables de la crisis. Surge el 16 de mayo de 2012 lanzando una campaña ciudadana para una querella contra Rodrigo Rato y otros directivos de Bankia.

### Hazte Banquero
Xnet creó en 2016, junto a 15MpaRato, la obra teatral documental Hazte Banquero - Tarjetas Black: todo lo que quisieron ocultarte, dirigida por su miembro Simona Levi. Esta pieza traslada a escena la trama que desvelaron los correos de Blesa, que sacaron a la luz el caso de las tarjetas black en 2014, 
por el cual se descubrió que la práctica totalidad de los consejeros de Caja Madrid (y posteriormente Bankia) durante al menos las presidencias de Miguel Blesa y Rodrigo Rato, habían dispuesto de una tarjeta de crédito del tipo "Visa Black" otorgada por la entidad con la que habían llevado a cabo durante años cargos personales valorados en cientos de miles de euros con cargo a las cuentas de la caja de ahorros, y presumiblemente, sin declarar a Hacienda ninguno de ellos.
El guion, escrito por Simona Levi y Sergio Salgado, retrata el modus operandi de la cúpula de Caja Madrid a través de una criba de 447 correos electrónicos enviados a y por su presidente, Miguel Blesa.
La obra se estrena en julio de 2016 en el Teatro Poliorama de Barcelona, en el marco del Festival Grec y está protagonizada por los actores Josep Julien, Albert Pérez, Elies Barberá y Agnès Mateus. Posteriormente se ha representado en teatros de toda España con éxito de crítica y público, como el Teatro Fernán Gómez en Madrid o el Teatro Rosalía de Castro en La Coruña.

### oXcars
Artículo principal: OXcars
Los oXcars fueron una gala no competitiva celebrada anualmente en octubre en la Sala Apolo de Barcelona para visibilizar
la creación y distribución cultural realizada bajo los paradigmas de la cultura compartida.
A través de muestras y menciones simbólicas a obras de varias categorías se muestran de forma paródica soluciones legales reales. Las categorías premiadas incluyen: Música, Animación, Teatro, Herramientas humanas, Mercados de futuro, Grandes sobras de la cultura española, entre otras.

### FCForum
El FCForum es un encuentro internacional organizado por Xnet en red con otros colectivos y activistas que reúne a organizaciones y expertos en el ámbito de la cultura y el conocimiento libres para crear un marco estratégico global y una estructura de coordinación internacional. Se celebra anualmente en Barcelona. 
El primer FCForum se celebró entre el 30 de octubre al 1 de noviembre de 2009, coincidiendo con la segunda edición de la Gala de los oXcars. Desde este fórum se creó, a través de mesas de trabajo, un único documento conocido como "Carta para la innovación, la creatividad y el acceso al conocimiento" que propone reformas a la Ley de Propiedad Intelectual, el Paquete Telecom y más temas relacionados con la circulación de la información y la neutralidad de la red. La Carta fue enviada a un millar de gobiernos e instituciones políticas y sociales de todo el mundo. El evento contó con la presencia de observadores de la Comisión de Cultura y Educación de la Comunidad Europea y el Gobierno de Brasil (a través de la Secretaría de Cultura Digital).

### D'Evolution Summit
Del 29 al 30 de marzo de 2010 se celebró en Barcelona el Foro de las Industrias Culturales, organizado por el Ministerio de Cultura y la Comisión Europea, en colaboración de la Cámara de Comercio de Barcelona. El Foro, en el que participaron autoridades, expertos y grupos de presión, estaba estructurado en torno a cinco ejes temáticos: la financiación de las industrias culturales, la propiedad intelectual y la gestión de derechos, estrategias de internacionalización de la cultura, cultura y desarrollo territorial y nuevas competencias de los profesionales de la cultura.
El Foro, surgido con el fin de dar continuidad al Congreso Internacional de Economía y Cultura celebrado en Barcelona en mayo de 2009, precedió a una reunión informal de los 27 ministros de cultura de la Unión Europea celebrada el 31 de marzo en el marco de la presidencia española.
El D'Evolution Summit fue una contracumbre organizada para exigir la retirada de la disposición final segunda de la Ley de Economía Sostenible (conocida como ley antidescargas o ley Sinde) y el fin del monopolio de las sociedades de gestión de derechos de autor.
Durante los tres días que duró el D'Evolution se retransmitieron por Internet las ponencias del Foro de las Industrias Culturales y la reunión de ministros, se realizaron conciertos de grupos que utilizan licencias libres y se llevaron a cabo acciones como la entrega de música con licencias libres a peluquerías o la acción "No pagaremos el pato de una industria que se resiste a adaptarse a la realidad", en la que el cómico Leo Bassi se vistió de payaso e intentó entregar un pato hinchable gigante a los ministros de cultura. También realizaron acciones virales e informaron de lo que se estaba discutiendo en el Foro a través de las redes sociales.

### Los piratas son los padres
Los piratas son los padres es un libro colectivo autoeditado en el que participaron cincuenta autores a los que se les propuso escribir o ilustrar en 400 palabras como máximo uno o todos de los siguientes temas:
- La cultura de la era digital: nuevas “rentabilidades”
- Ecosistema creativo de la era de la comunicación: ahora o nunca
- Lo digital es la materia de lo que está hecha la memoria contemporánea
- La copia y sus beneficios
- Mentiras, bits, inquisición y P2P
- 13.000.000 de hogares piratas: la piratería no existe, los piratas son los padres
- Prohibir la comunicación en la era de la comunicación
- P2P: ¿de verdad queremos seguir el ejemplo de Pakistán, China, Francia o Sudán?
- Hablemos de los intermediarios: la reconversión en tiempos de crisis. La cultura existía antes de la industria cultural
- El lucro cesante es el cuento de la lechera (y la cultura es la leche)
- Dominio público vs el beneficio de los parásitos
- Derecho de cita: la clave de la economía del enlace

La presentación del libro tuvo lugar en la primera gala de los oXcars, en octubre de 2008. El libro está sujeto a una Licencia Poética temporada 2008 y está distribuido por Traficantes de Sueños.

### Asesoría
Xnet ofreció un servicio de asesoramiento sobre derechos de autor, licencias, canon digital, copia privada, P2P, entidades de gestión, derechos de emisión y otras consultas relacionadas con la sociedad digital en el que daban información a artistas sobre las licencias que pueden aplicar a sus obras para no depender de ninguna entidad de gestión y a comerciantes que, ante una reclamación de la SGAE, quieren conocer sus derechos y obligaciones.

## Relación con el Partido X
Xnet colabora como experto independiente en la "Comisión Sociedad de la Información de Ciudadanos Expertos Independientes" del Partido X, un partido "antipartido" derivado del 15-M diseñado para abrir el espacio electoral a nuevas formas de participación política que estuvo activo electoralmente del 2013 al 2015. 

## Cambio de nombre
El 2 de agosto de 2010, los abogados de la SGAE enviaron un burofax a la eXgae exigiéndoles el cierre del dominio exgae.net y el cese de su actividad por infracción de la marca SGAE y competencia desleal. Para evitar una larga y costosa batalla legal, el colectivo pasó a llamarse Xnet, aunque mantiene sus áreas de acción.